# 李作舟
李作舟（1566年—1620年），字三溪，號二溟，四川重慶府合州人，明朝政治人物。

## 生平
萬曆十九年（1591年）辛卯科四川鄉試舉人，二十年（1592年）聯捷壬辰科第二甲第二十五名進士。刑部觀政，二十二年授河南鄧州知州，丁憂。服闋，二十八年補無為州，三十年升户部员外郎，三十一年山西主考，三十二年升郎中，管東官所，三十三年升浙江提学佥事，三十五年調湖廣佥事，三十七年升雲南右參議，四十一年升陕西按察司副使、整饬西宁兵备，抚治番夷，曾編撰《庄浪汇纪》。四十五年加升按察使，四十七年升山東右布政使，四十八年卒。

## 家族
曾祖李茂琦。祖李進，壽官。父李有知，和州同知。